# Alte Neustadt
Alte Neustadt, Magdeburg-Alte Neustadt – dzielnica miasta Magdeburg w Niemczech, w kraju związkowym Saksonia-Anhalt.